# El Paraíso, Ahuacatlán
El Paraíso är en ort i Mexiko.   Den ligger i kommunen Ahuacatlán och delstaten Puebla, i den sydöstra delen av landet, 140 km öster om huvudstaden Mexico City. El Paraíso ligger 1 716 meter över havet och antalet invånare är 112.
Terrängen runt El Paraíso är kuperad åt nordväst, men åt sydost är den bergig. Runt El Paraíso är det ganska tätbefolkat, med 160 invånare per kvadratkilometer. Närmaste större samhälle är Zacatlán, 8,7 km sydväst om El Paraíso. I omgivningarna runt El Paraíso växer i huvudsak blandskog.